# Pacifische kleine pijlstormvogel
De Pacifische kleine pijlstormvogel (Puffinus assimilis) is een zeevogel uit de familie stormvogels en pijlstormvogels (Procellariidae).

## Kenmerken
De vogel is 25 tot 30 cm lang en heeft een spanwijdte van 58 tot 67 cm. Het is de kleinste soort pijlstormvogel, met relatief korte, brede vleugels en een korte snavel. De vogel maakt een nadrukkelijk zwart-witte indruk met zeer donkere bijna zwarte rug, staart en bovenvleugels. Van onder is de vogel overwegend wit, met alleen smalle donkere randen op de ondervleugel.

## Verspreiding en leefgebied
Deze soort broedt op eilanden bij Australië en Nieuw-Zeeland en telt vier ondersoorten:
- P. a. assimilis: Lord Howe-eiland en Norfolk.
- P. a. haurakiensis: noordoostelijk Noordereiland (Nieuw-Zeeland).
- P. a. kermadecensis: Kermadeceilanden.
- P. a. tunneyi: Amsterdam en Saint-Paul in de Indische Oceaan en op de Abrolhos- en Recherche-archipel bij Australië.

Deze zeevogels nestelen op rotsige hellingen op de eilanden en graven daarin zelf holen.

## Status
De Pacifische kleine pijlstormvogel heeft een groot verspreidingsgebied en daardoor is de kans op de status  kwetsbaar (voor uitsterven) gering. De grootte van de wereldpopulatie werd in 2004 geschat op 300 tot 750 duizend individuen. Deze zeevogel gaat in aantal achteruit door predatie door invasieve zoogdieren op de broedeilanden. Echter, het tempo ligt onder de 30% in de periode van drie generaties. Om deze reden staat de soort als niet bedreigd op de Rode Lijst van de IUCN.